# パシュトゥーン人
パシュトゥーン人（パシュトー語: پښتون Paẍtun［男性］、پښتنه Paẍtana［女性］）は、アフガニスタンとパキスタンに居住するイラン系民族である。アフガニスタン内で最多の人口を持つ。パフトゥーン (Pakhtun)、パターン (Pathan)、アフガン（アフガーン、Afghān）など様々な名で知られる。アフガニスタン（アフガーニスターン、Afghānistān）は、ペルシア語およびダリー語で「アフガン人（パシュトゥーン人）の国」の意味。

## 分布

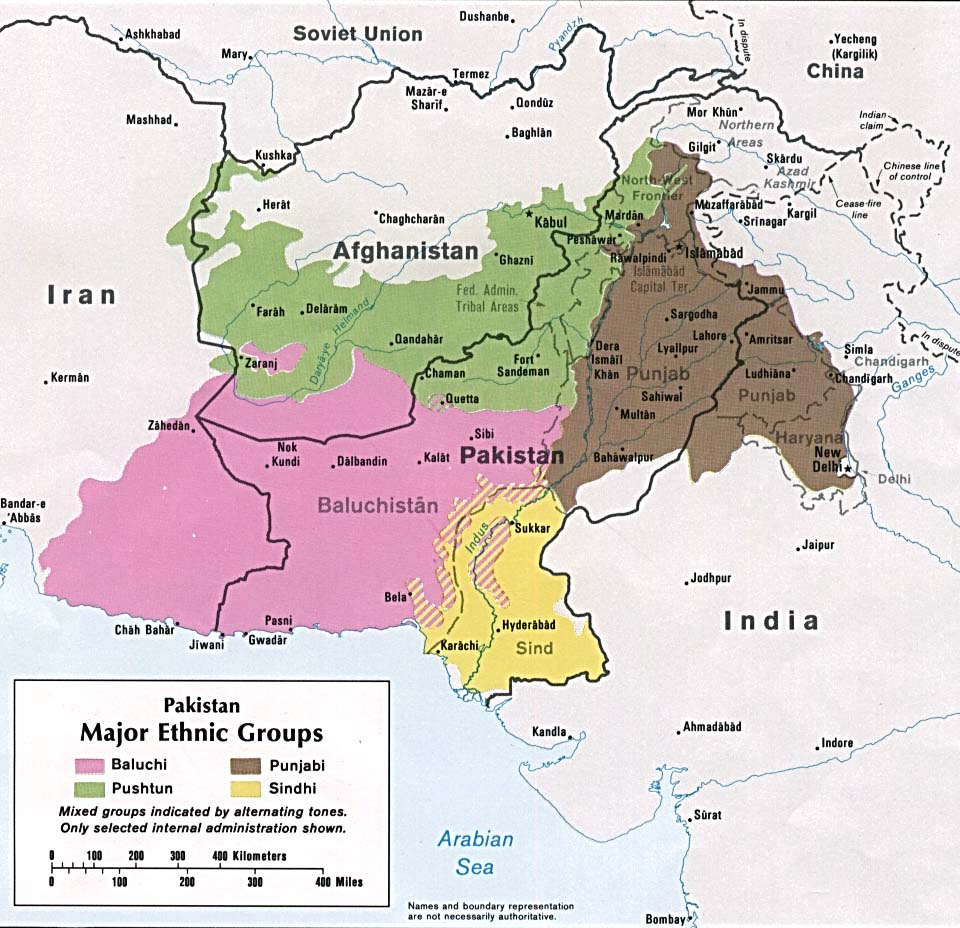
パシュトゥーン人は緑色

アフガニスタンの中部・南部およびパキスタン北西部のカイバル・パクトゥンクワ州・辺境部族自治区に各1千数百万人が居住し、アフガニスタン人口の45%とパキスタン人口の11%を占める。インド・ヨーロッパ語族イラン語派のパシュトー語を話し、多くの部族集団に分かれて伝統的には山岳地帯で遊牧などを行って暮らしてきた。強固な部族の紐帯を維持しており、パシュトゥーンワーリと呼ばれる慣習法を持ち、男子は誇りを重んじる。

### アフガニスタン
部族の中では、カンダハール、ヘラート、ファラー州に居住するドゥッラーニー部族連合とガズニー州などに居住するギルザイ部族連合の2大部族が有力である。1978年の社会主義クーデターとそれに続くアフガニスタン内戦はパシュトゥーン人の支配力を減少させたが、依然として同国最大の民族集団であり、20世紀末期に権力を握ったターリバーンはパシュトゥーン人を支持基盤としていた。ターリバーン政権崩壊後のアフガニスタンの指導者となったハーミド・カルザイもまたパシュトゥーン人である。
2021年9月、アフガニスタンを再制圧したターリバーンは暫定閣僚名簿を発表。閣僚の多くをパシュトゥーン人が占めた。

### パキスタン
2020年時点で、パシュトゥーン人は、パキスタン人口の15%を占めている。パシュトゥーン人は、ムハンマド・アイユーブ・ハーン大統領、グラーム・イスハーク・ハーン大統領など、多くの政治家を輩出しており、ビジネス界にも進出している。1990年代初めのデータによれば、軍将校の20%、警察幹部の16%、高級官僚の10%以上がパシュトゥーン人だった。パシュトゥーン人政党としては、人民国家党（アバミ・ネイシェネル・パルタ）が存在する。同党やカイバル・パクトゥンクワ州の一部の活動家の中には、統一パシュトゥーン人州（パシュトゥーンフバ・スバ）の創設を主張する者もいるが、多くのパシュトゥーン人は補助金や特権の喪失を恐れ、これに賛同していない。

## 歴史
紀元前2世紀後半に北方からイラン高原の東部に侵入したと伝えられており、もともとの居住地は、カンダハールの東にあるクーヒ・スライマーン山脈の近くにあったと伝承されている。
10世紀頃にイスラーム教を受け入れ、のちにイランのサファヴィー朝やインドのムガル帝国の支配を受けた。その一派は18世紀初頭にサファヴィー朝に対して反乱を起こし、1722年に首都イスファハーンを陥落させるが、アフシャール朝のナーディル・シャーに敗れた。
ナーディル・シャーの死後、彼に従っていたドゥッラーニー族のパシュトゥーン人アフマド・ハーン・アブダーリーはアフマド・シャー・ドゥッラーニーを名乗りカンダハールでアフシャール朝から自立し、アフガニスタン国家の起源となるドゥッラーニー朝を建国する。ドゥッラーニー族が支配するアフガニスタンでは、パシュトゥーン人部族の有力者（貴族）が国家のあらゆる側面で力を持ち、国家を支配してきた。
民族の居住地域が大きく分散していないにもかかわらず、2つの国家に分割されているのは、19世紀当時にアフガン戦争によってこの地域を支配下に置いていたイギリスが、保護国アフガニスタンと植民地インドとの境界を民族分布を考慮せずに引いたためである。1893年の国境線（デュアランド・ライン）の画定に伴い、パシュトゥーン人の居住地域は、アフガニスタンと現在のパキスタン北西部に分かれることとなった。

## 部族

### 部族連合
ドゥッラーニー部族連合
バーラクザイ部族をはじめ、アチャークザイ族やアリーゴザイ族、ポーパルザイ族などの部族があり、その下に サドーザイ族などの氏族がある。またムハマドザイ族のような縁戚も居る。
ギルザイ部族連合
スライマーン・ヘール族、アリー・ヘール族、タラキー族、ナースィル族、ハローティー族、ホターキー族、トーヒー族など。
ユスフザイ族
マンダール (Mandanr) はこの支部の最大の亜部族。

### 地理
ジャラーラーバード
アフマドザイ族など。
カルラーン支脈
カルラーニー族など。
パクティヤー州
ワズィール族などの部族がある。
パキスタン
en:Bettani族やen:Swati (Pashtun tribe)族など。

## 遺伝子
パシュトーン人のY染色体ハプログループはR1aが51%、Qが18.4%、Lが12.2%となっている。中でもパラグループQ*が16%みられ、この辺りが発祥地と考えられる。